# Micranthes texana
Micranthes texana är en stenbräckeväxtart som först beskrevs av Samuel Botsford Buckley, och fick sitt nu gällande namn av John Kunkel Small. Micranthes texana ingår i släktet rosettbräckor, och familjen stenbräckeväxter. Inga underarter finns listade i Catalogue of Life.